# Sarah Mullally
Sarah Elisabeth Mullally (ur. 26 marca 1962) – brytyjska pielęgniarka i duchowna anglikańska, od 2018 biskup diecezji londyńskiej w Kościele Anglii.

## Życiorys
W latach 1999–2005 piastowała funkcję naczelnej pielęgniarki kraju, pełniącą jednocześnie funkcję doradczą przy premierze Wielkiej Brytanii i Ministerstwie Zdrowia. W uznaniu zaangażowania na rzecz pielęgniarstwa została uhonorowana w 2005, przez królową Elżbietę II tytułem szlacheckim. Jednocześnie od 2001 pełniła służbę jako duchowny Kościoła Anglii, od 2012 pełniąc funkcję kanonika oraz skarbnika katedry w Salisbury. W 2015 została biskupem Crediton. W grudniu 2017 została wybrana biskupem Londynu, ingres odbyła 12 maja 2018. W 2021 University of Plymouth nadał jej tytuł doktora honoris causa nauk medycznych.